# Titeuf
Pour les articles homonymes, voir Titeuf (homonymie).
Ne doit pas être confondu avec Titof ou Titoff.
Titeuf est une franchise médiatique fondée sur la série initiale des bandes dessinées du même nom, créée par le dessinateur suisse Philippe Chappuis, dit Zep, en 1992. Elle esquisse l'histoire d'un jeune garçon nommé Titeuf et de la vision qu'il a des attitudes et institutions des adultes. Physiquement, le personnage est reconnaissable à sa mèche blonde. La série est adaptée en série d'animation à partir de 2001, puis en film, intitulé Titeuf, le film en 2011.

## Scénario

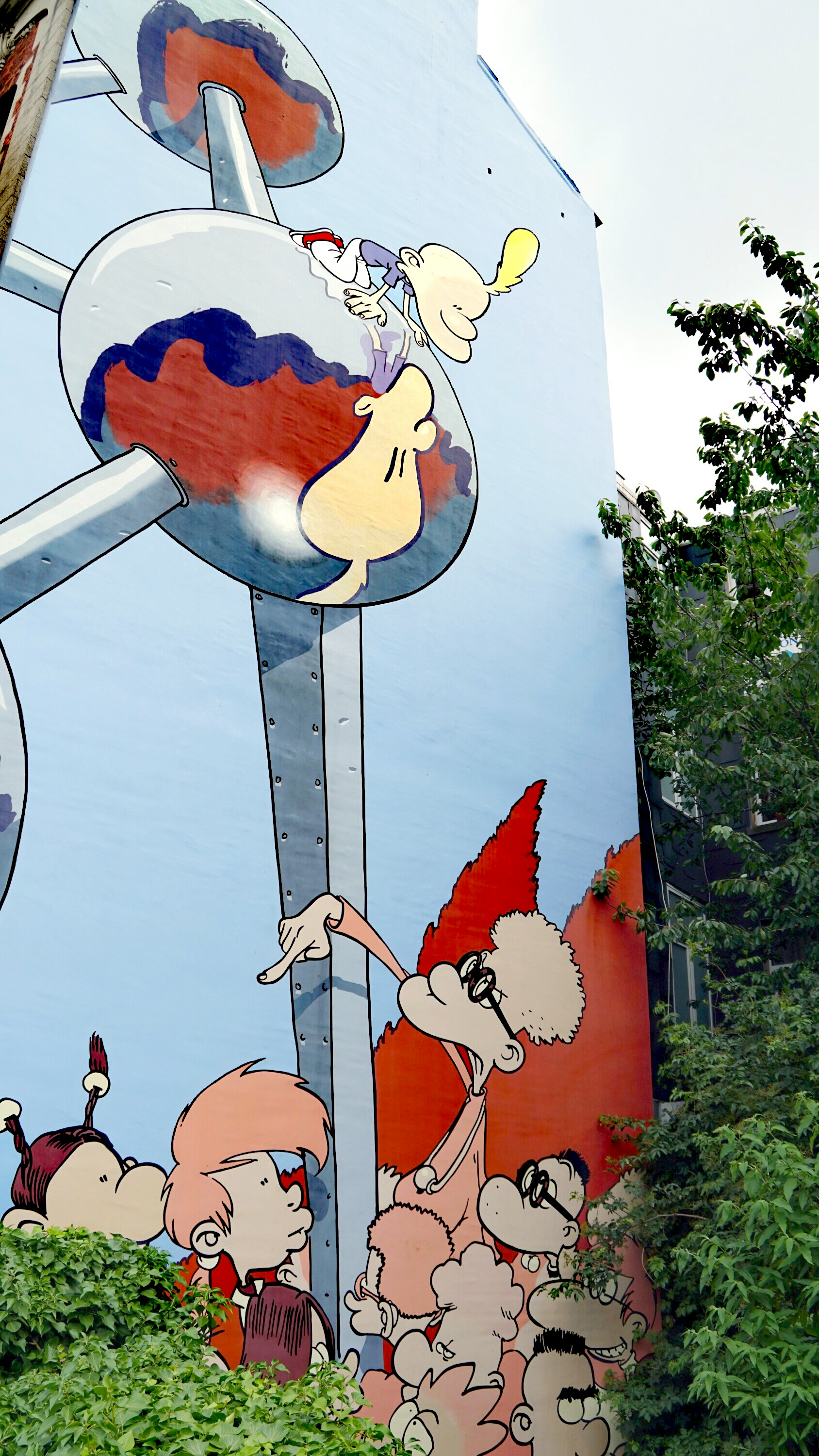
Peinture murale à Bruxelles : Titeuf (sur l'atomium) et autres personnages de la série.

La série raconte la vie quotidienne de Titeuf, un garçon turbulent et naïf âgé de huit ans puis dix ans,, à la mèche blonde caractéristique, de ses amis et de leur vision du monde des adultes. Une grande partie des discussions abordées concernent les mystères des filles, du sexe, de la séduction, et de Nadia, la fille dont Titeuf est plus ou moins secrètement amoureux. Une grande caractéristique de Titeuf sont ses nombreuses expressions, notamment « tchô » et « c'est pô juste ». Il est souvent accompagné de ses meilleurs amis, Manu, Hugo et François. Le nom Titeuf viendrait de « p'tit œuf » car Zep trouvait que son personnage avait la tête en forme d’œuf.

## Histoire

### Origines

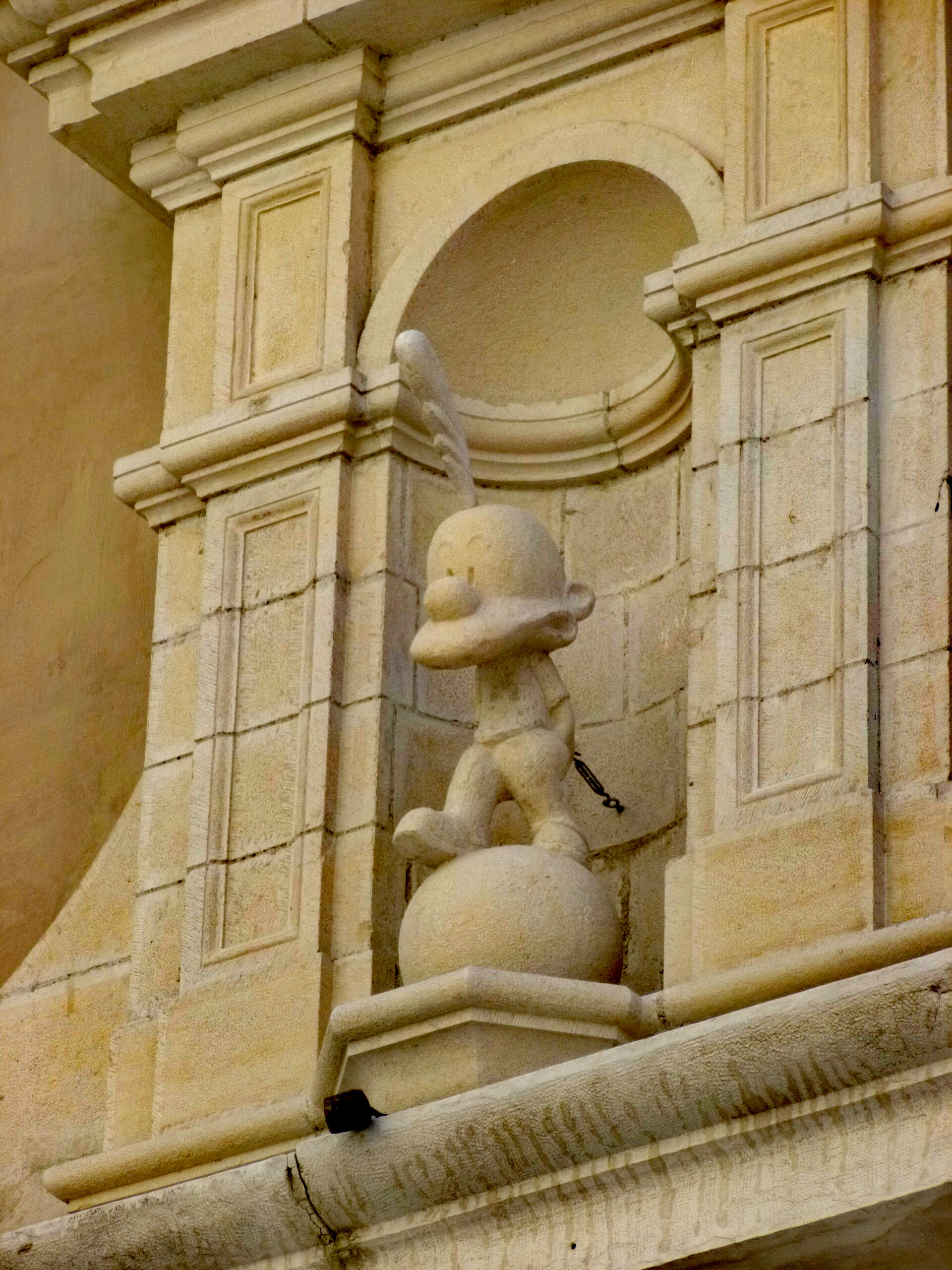
Statue au fronton du siège des éditions Glénat à Grenoble.

Philippe Chappuis, originaire de Genève, en Suisse, fait paraître ses tout premiers albums chez Kesselring, G.S.S.A. et Atoz, en plus d'être publié dans des magazines tels que Femmes d'aujourd'hui, Champagne!, Jeudi-Sports Magazine et La Vie. Il est par la suite remarqué dans Le Journal de Spirou,. Après la publication de quelques albums, il crée par inadvertance un croquis de personnage, qui deviendra plus tard Titeuf, le 17 mars 1992 dans un carnet de dessins « alors qu'il dessine des souvenirs d'enfance. » La première planche de la bande dessinée est publiée dans le fanzine Sauve qui peut, puis remarquée par Jean-Claude Camano des Éditions Glénat qui proposera plus tard à Zep de l'éditer. Lors d'une entrevue parue au Figaro, Zep confie que « Titeuf est intimement lié à l'histoire du festival d'Angoulême », car le personnage est paru publiquement lors du vingtième anniversaire du festival. Dès lors, le premier album est tiré à 8 000 exemplaires. Des années plus tard, les bandes-dessinées se vendent bien en France.
En 2001, la bande dessinée est adaptée en série d'animation. Les épisodes durent chacun une dizaine de minutes sont initialement diffusés sur Canal J et France 3,,,. Le premier volume sort un an plus tard en cassette vidéo et DVD intitulé Une star est née, suivi d'autres volumes comme L'encre dédébile et Raclette partie. Fin 2006, les onze premiers albums de Titeuf se sont vendus à 16 millions d'albums. En 2010, le premier tome, paru en noir et blanc, est réédité en couleur avec une planche inédite, remplaçant une planche non adaptée à un jeune public, et d'autres cases sont modifiées pour les mêmes raisons. La colorisation est le travail de Nob, désormais coloriste attitré de la série.

### Années 2010

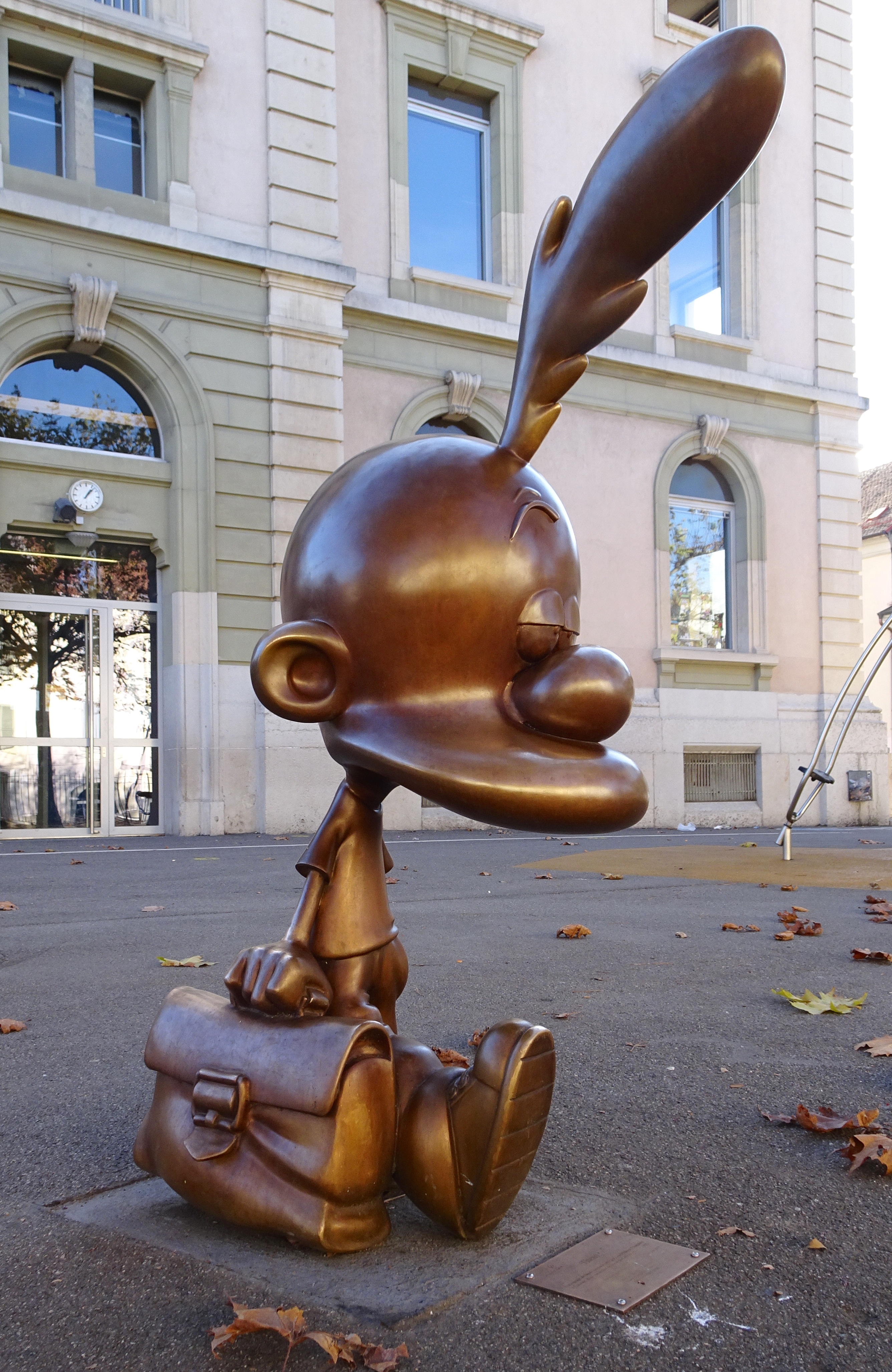
Statue placée en 2019 dans le préau d’une école à Carouge, celle dont Zep s'est inspirée pour créer l'univers du personnage.

À l'occasion du dixième anniversaire de la série animée, un film en 3D intitulé Titeuf, le film est diffusé en France au cinéma le 6 avril 2011,,,. Le film est réalisé par Zep en personne, et la voix originale de Titeuf est reprise par Donald Reignoux. Les directeurs de la société de production MoonScoop, Benoît et Christophe di Sabatino, initient le projet d'adaptation de la série d'animation en film depuis 2005 ; par ailleurs, Zep affirme que le film est plus proche de la bande dessinée originale que du dessin animé. Toujours à l'occasion des vingt ans du personnage, le treizième tome À la folie est mis en vente en août 2012 et est le plus gros tirage de l'année toutes catégories de livres confondues avec un million d'exemplaires imprimés. Dans ce tome, de nouveaux thèmes sont explorés comme l'écologie, le commerce équitable, le harcèlement sexuel ou le déplacement des populations,,.

## Impact

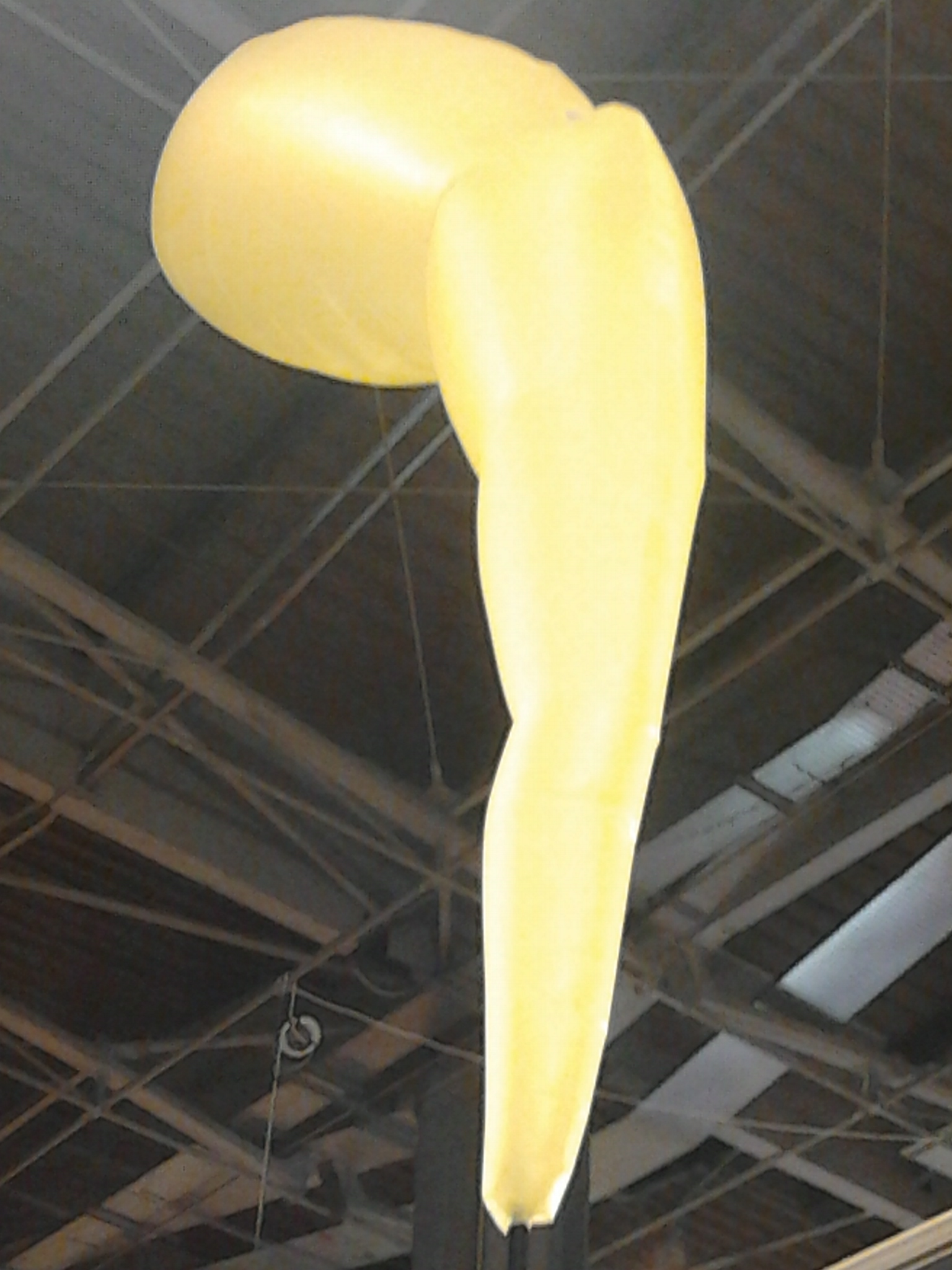
Mèche de Titeuf au Salon du livre de Paris en 2013.

La série de bande dessinée est traduite dans plus de 25 pays, y compris en république populaire de Chine,.

### Éducation sexuelle
Un petit ouvrage intitulé Le Guide du zizi sexuel, paru aux éditions Glénat, est commercialisé en 2001. Il s'agit d'un petit guide à vocation éducative et humoristique, destiné à répondre aux questions que posent les préadolescents sur l'amour et le sexe. Les pages se composent de brefs paragraphes écrits par Hélène Bruller, accompagnés d'illustrations humoristiques signées Zep. Ces illustrations mettent en scène Titeuf et ses amis, en interaction avec les mystères de la vie. Le livre aborde des grands thèmes qui préoccupent les préadolescents tels que l'amour, la procréation, les préliminaires et les relations sexuelles, entre autres. Une exposition, Zizi sexuel, l'expo, adaptée du guide, s'est déroulée d'octobre 2007 à janvier 2009 à la Cité des sciences et de l'industrie à Paris. L'exposition s'est déroulée ensuite à Lille du 2 juin 2012 au 3 mars 2013.

### Attribution du prénom en France
La popularité du personnage de Titeuf a amené des parents à donner ce prénom à leur enfant, possibilité qui a été contestée devant le juge français. En matière de prénom, le droit français est régi par une loi du 8 janvier 1993 qui introduit un principe de liberté : les parents peuvent choisir pour leur enfant n’importe quel prénom, y compris inventé ; cependant, ce prénom ne doit être « contraire à l’intérêt de l’enfant » : c’est notamment le cas d’un prénom ridicule, grossier ou complexe. Si l’officier d’état civil estime que le prénom déclaré cause un préjudice à l’enfant, il en avertit le procureur de la République ; celui-ci peut alors saisir le juge aux affaires familiales, qui jugera de la légalité du prénom déclaré et pourra le cas échéant en ordonner la suppression des registres d’état civil.
Lorsqu’en 2009, des parents donnent « Titeuf » pour premier prénom à leur enfant, l’officier d’état civil estime ce prénom contraire à l’intérêt de l’enfant et prévient le procureur, qui saisit le juge aux affaires familiales de Pontoise. Celui-ci considère que le prénom est effectivement préjudiciable et ordonne sa suppression de l’état civil, solution confirmée par la cour d'appel de Versailles en 2010. L’arrêt d’appel, approuvé par la Cour de cassation, relève notamment que Titeuf est « un personnage présenté comme un garnement pas très malin », « caricatural bien que plutôt sympathique, destiné à faire rire le public en raison de sa naïveté et des situations ridicules dans lesquelles il se trouve », que ce prénom est « de nature à attirer les moqueries » et que son « association au personnage de préadolescent naïf et maladroit risque de constituer un réel handicap […] tant dans [les] relations personnelles que professionnelles. » Il semble donc que le prénom Titeuf ne doive être porté en France que par le héros de la bande dessinée.

### Postérité
L'astéroïde (238817) Titeuf a été nommé pour rendre hommage au personnage.
Vincent Veillon et Vincent Kucholl ont réalisé un sketch sur Titeuf dans leur émission 120 secondes, à la veille des 20 ans du personnage. Titeuf y représenté comme un ancien enfant-star sans emploi, drogué et dépressif. Il est nommé Titeuf Chappuis (en référence à Philippe Chappuis, le vrai nom de Zep).

## Albums

### Bandes dessinées
Albums
1. Dieu, le Sexe et les Bretelles (1992 puis colorisé en 2010[31])
2. L'amour, c'est pô propre (1993)
3. Ça épate les filles (1994)
4. C'est pô juste... (1995) Alph-Art jeunesse 9-12 ans au festival d'Angoulême 1996
5. Titeuf et le derrière des choses (1996)
6. Tchô, monde cruel (1997)
7. Le Miracle de la vie (1998)
8. Lâchez-moi le slip ! (2000)
9. La Loi du préau (2002)
10. Nadia se marie (2004)
11. Mes meilleurs copains (2006)
12. Le Sens de la vie (2008)
13. À la folie ! (2012)
14. Bienvenue en adolescence ! (2015)
15. À fond le slip ! (2017)
16. Petite Poésie des saisons (2019)[32]
17. La Grande Aventure (2021)
18. Suivez la mèche (2023)

Hors série
- Le Guide du zizi sexuel (2001)
- Petite Poésie des saisons (2005)
- Titeuf, le livre d'or - 30e anniversaire (2022)

## Adaptations

### Livres
Une adaptation en romans est publiée par Hachette Jeunesse, tout d'abord dans la collection « Bibliothèque rose », puis réédités dans la collection « Pop! » et une nouvelle fois dans la collection « Bibliothèque rose ».
1. Même po mal (2000)
2. C'est po croyab' (2000)
3. C'est po une Vie (2000)
4. C'est po malin (2000)
5. Pourquoi moi ? (2001)
6. Les filles, c'est nul ! (2001)
7. Tchô la planète (2002)
8. Le Préau atomique (2003)
9. Ah ouais d'accord (2003)
10. Au secours (2004)
11. Tcheu la honte (2004)
12. Tous des pourris du slip (2006)
13. La Méga Classe (2008)
14. Un truc de dingue ! (2011)
15. Titeuf, le roman du film (2011)
16. Rock'n roll attitude (2013)

### Jeux vidéo
- Titeuf, le jeu (sur Game Boy Color) (2001)
- Titeuf : Ze Gag Machine (sur Game Boy Advance) (2002)
- Titeuf : Mega Compet' (sur PlayStation 2 / Game Boy Advance / PC) (2004)
- Titeuf : Mission Nadia (sur Nintendo DS) (2005)
- Le Monde de Titeuf (sur Nintendo DS) (2007)
- Le Monde de Nadia (sur Nintendo DS) (2007)
- Titeuf Mégafunland (sur Nintendo DS) (2008)
- Nadia Mégafunland (sur Nintendo DS) (2008)
- Titeuf, le film (sur Nintendo DS, Wii et PC) (2011)
- Titeuf : Mega Party (sur PlayStation 4, Nintendo Switch, Xbox One, Microsoft Windows, Mac OS) (2019)

### Jeux de société
Deux jeux de société Titeuf (Le jeu overmégamortel et Zizi sexuel, le jeu, sortis en 2007 et 2008) sont parus en magasins.

### Série d'animation
La série Titeuf a été créée en 2001. Les saisons 1 à 4, soit 326 épisodes, ont été produites entre 2001 et 2017. Par ailleurs, certains épisodes sont inspirés des bandes dessinées.

### Film d'animation
Titeuf, le film est sorti le 6 avril 2011 au cinéma. Dès la première semaine, le film a été numéro 1 du box-office avec plus 1 252 783 millions d'entrées.